# 中牧弘允
中牧 弘允（なかまき ひろちか、1947年1月30日 - ）は、日本の文化人類学者。国立民族学博物館名誉教授・総合研究大学院大学名誉教授。吹田市立博物館特別館長。（公財）千里文化財団理事長。（一社）日本カレンダー暦文化振興協会理事長。専攻は宗教人類学・経営人類学。

## 来歴・人物
長野県上水内郡小川村出身。長野県長野高等学校を経て、1970年埼玉大学教養学部教養学科総合文化課程卒業。1976年東京大学大学院人文科学研究科宗教学宗教史学専攻博士課程修了。大学院では柳川啓一に師事する。国立民族学博物館第1研究部助手、同助教授・教授、先端民族学研究部教授・部長を経て、2003年より民族文化研究部教授。
1986年、東京大学より文学博士の学位を取得。論文は「日本宗教と日系宗教の研究 : 日本・アメリカ・ブラジル」。  
日本宗教、ブラジルの地域研究、会社文化、暦文化の人類学研究を中心に研究活動を行っている。
2005年にアマゾン日伯功労勲章受章。
2012年3月末をもって、国立民族学博物館・総合研究大学院大学を定年退職、同名誉教授。
2012年6月より、吹田市立博物館館長。特別館長（2020年4月より）
2018年4月より、千里文化財団理事長。
「梅棹忠夫・山と探検文学賞」委員会・委員長。

## 主な著作

### 単著
- 『新世界の日本宗教―日本の神々と異文明―』（平凡社）
- 『日本宗教と日系宗教の研究―日本・アメリカ・ブラジル―』（刀水書房）
- 『日本の祭―祭のサウンドスケープ―』（丸善）
- 『むかし大名、いま会社―企業と宗教―』（淡交社）
- 『増補 宗教に何がおきているのか』（平凡社）
- 『世界の三猿―見ざる、聞かざる、言わざる―』（東方出版）
- 『会社のカミ・ホトケ―経営と宗教の人類学―』（講談社選書メチエ・講談社）
- 『カレンダーから世界を見る』（白水社）
- 『ひろちか先生に学ぶこよみの学校』（つくばね舎）
- 『ひろちか先生に学ぶこよみの学校Ⅱ』（つくばね舎）
- 『ひろちか先生に学ぶこよみの学校Ⅲ』（つくばね舎）
- 『ひろちか先生に学ぶこよみの学校Ⅳ』（つくばね舎）
- 『世界をよみとく「暦」の不思議』（イースト新書Q）

### 編著
- 『神々の相克―文化接触と土着主義』（新泉社）
- 『陶酔する文化―中南米の宗教と社会―』（平凡社）
- 『共同体の二〇世紀』（ドメス出版）
- 『社葬の経営人類学』（東方出版）
- 『世界の暦文化事典』（丸善出版）
- 『梅棹忠夫の「日本人の宗教」』（淡交社）

### 共編著/共著
- 『宗教の比較文明学』（梅棹忠夫　春秋社）
- 『ラテンアメリカ　宗教と社会』（G・アトラーデ　新評論）
- 『経営人類学ことはじめ―会社とサラリーマン Toward an Anthropology of　Administration―』（日置弘一郎　東方出版）
- 『サイケデリックスと文化―臨床とフィールドから―』（武井秀夫　春秋社）
- 『企業博物館の経営人類学』（日置弘一郎　東方出版）
- 『日本の組織―社縁文化とインフォーマル活動―』（ミッチェル・セジウィック　東方出版）
- 『会社文化のグローバル化―経営人類学的考察―』（日置弘一郎　東方出版）
- 『会社じんるい学』（日置弘一郎、廣山謙介、住原則也、三井泉他　田主誠（版画）東方出版）
- 『会社じんるい学PARTⅡ』（日置弘一郎、廣山謙介、住原則也、三井泉他　田主誠（版画）東方出版）
- 『都市空間を創造する 越境時代の文化都市論』（端信行・総合研究開発機構　日本経済評論社）
- 『価値を創る都市へ―文化戦略と創造都市―』（佐々木雅幸・総合研究開発機構　NTT出版）
- 『会社のなかの宗教―経営人類学の視点―』（日置弘一郎　東方出版）
- 『学校と博物館でつくる国際理解教育 新しい学びをデザインする』（森茂岳雄・多田孝志　明石書店）
- 『グローバル化するアジア系宗教― 経営とマーケティング』（ウェンディ・スミス　東方出版）
- 『会社神話の経営人類学』（日置弘一郎　東方出版）
- 『テキスト経営人類学』（日置弘一郎、竹内恵行他　東方出版）
- 『世界のクリスマス百科事典』（樺山紘一　丸善出版）